# Seznam mikroprocesorů Intelu
Seznam mikroprocesorů Intelu slouží jako rychlý přehled jednotlivých procesorů firmy Intel.

## Procesory

### 4bitové procesory

#### Intel 4004
- Vydáno 15. listopadu 1971.
- Frekvence čipu 740 kHz, 0,07 MIPS.
- 4bitová sběrnice (multiplexní adresa/data kvůli omezení pinů).
- 2300 tranzistorů. Nanotechnologie 10 μm.
- 640 B adresovatelné paměti. 4 kiB paměti programu, typ ROM.

##### MCS-4 řada
- 4004 – CPU
- 4001 – ROM a 4bitový port
- 4002 – RAM a 4bitový port
- 4003 – 10 Bit Shift Register
- 4008 – paměť + I/O rozhraní
- 4009 – paměť + I/O rozhraní

#### Intel 4040
- Vydánoo 1974.
- Následník Intel 4004.
- Paměť programu zvětšena na 8 kB, typ ROM. Zvýšen počet strojových instrukcí na 60 a další menší změny.

##### MCS-40 řada
- 4040 – CPU
- 4101 – 1024bitová (256 × 4) statická RAM s odděleným I/O
- 4201 – 4MHz generátor frekvencí (kmitočtů)
- 4207 – General Purpose Byte I/O Port
- 4209 – General Purpose Byte I/O Port
- 4211 – General Purpose Byte I/O Port
- 4265 – Programmable General Purpose I/O Device
- 4269 – Programmable Keyboard Display Device
- 4289 – standardní rozhraní paměti pro MCS-4/40
- 4308 – 8192bitová (1024 × 8) ROM w/ 4-bit I/O Ports
- 4316 – 16384bitová (2048 × 8) statická ROM
- 4702 – 2048bitová (256 × 8) EPROM
- 4801 – 5,185MHz krystalový generátor frekvence pro 4004/4201A nebo 4040/4201A

### 8bitové procesory

#### Intel 8008
- Vydáno 1. dubna 1972.
- Frekvence čipu 0,5 MHz, 0,05 MIPS, 8008-1 měla 0,8 MHz.
- 8bitová sběrnice (multiplexní adresa/data kvůli omezení pinů).
- 3500 tranzistorů. Nanotechnologie 10 μm.
- 16 kB adresovatelné paměti.

#### Intel 8080
- Vydáno 1. dubna 1974.
- Frekvence čipu 2 MHz, 0,64 MIPS.
- 8bitová sběrnice pro data a 16bitová pro paměť.
- 3500 tranzistorů. Nanotechnologie 10 μm.
- 64 kB adresovatelné paměti.
- Teoreticky až 10× výkonnější než 8008.
- Potřebuje 6 podpůrných čipů proti 20 u 8008.

#### Intel 8085
- Vydáno březen 1976.
- Frekvence čipu 5 MHz, 0,37 MIPS.
- 6500 tranzistorů. Nanotechnologie 3 μm.

##### MCS-85 řada
- 8085 – CPU
- 8155 – RAM + 3 I/O porty + Timer "Active Low CS"
- 8156 – RAM + 3 I/O porty + Timer "Active High CS"
- 8185 – SRAM
- 8202 – Dynamický RAM řadič
- 8203 – Dynamický RAM řadič
- 8205 – 1 Of 8 Binary Decoder
- 8206 – Detekce chyb a korekční jednotka
- 8207 – DRAM řadič
- 8210 – TTL To MOS Shifter & High Voltage Clock Driver
- 8212 – 8bitový I/O port
- 8216 – 4 Bit Parallel Bidirectional Bus Driver
- 8219 – Řadič sběrnice
- 8222 – Dynamický obnovovací řadič RAM
- 8226 – 4 Bit Parallel Bidirectional Bus Driver
- 8231 – Aritmetická procesorová jednotka
- 8232 – Procesor s plovoucí desetinnou čárkou
- 8237 – DMA řadič
- 8251 – Řadič komunikace
- 8253 – Programmable Interval Timer
- 8254 – Programmable Interval Timer
- 8255 – Programmable Peripheral Interface
- 8256 – Multifunction Support Controller
- 8257 – DMA řadič
- 8259 – Programmable Interrupt Controller
- 8271 – Programovatelný řadič disketové mechaniky
- 8272 – Single/Double Density Floppy Disk Controller
- 8273 – Programmable HDLC/SDLC Protocol Controller
- 8274 – Multi-Protocol Serial Controller
- 8275 – CRT řadič
- 8276 – Small System CRT Controller
- 8278 – Programovatelný čip pro klávesové rozhraní
- 8279 – KeyBoard/Display Controller
- 8282 – 8-bit Non-Inverting Latch with Output Buffer
- 8283 – 8-bit Inverting Latch with Output Buffer
- 8291 – GPIB Talker/Listener
- 8292 – GPIB Controller
- 8293 – GPIB Transceiver
- 8294 – Data Encryption/Decryption Unit+1 O/P Port
- 8295 – Dot Matrix Printer Controller
- 8296 – GPIB Transceiver
- 8297 – GPIB Transceiver
- 8355 – 16kb (2048 × 8) ROM s I/O
- 8604 – 4kb (512 × 8) PROM
- 8702 – 2kb (256 × 8) PROM
- 8755 – EPROM + 2 I/O porty

### Řada Intel 3000

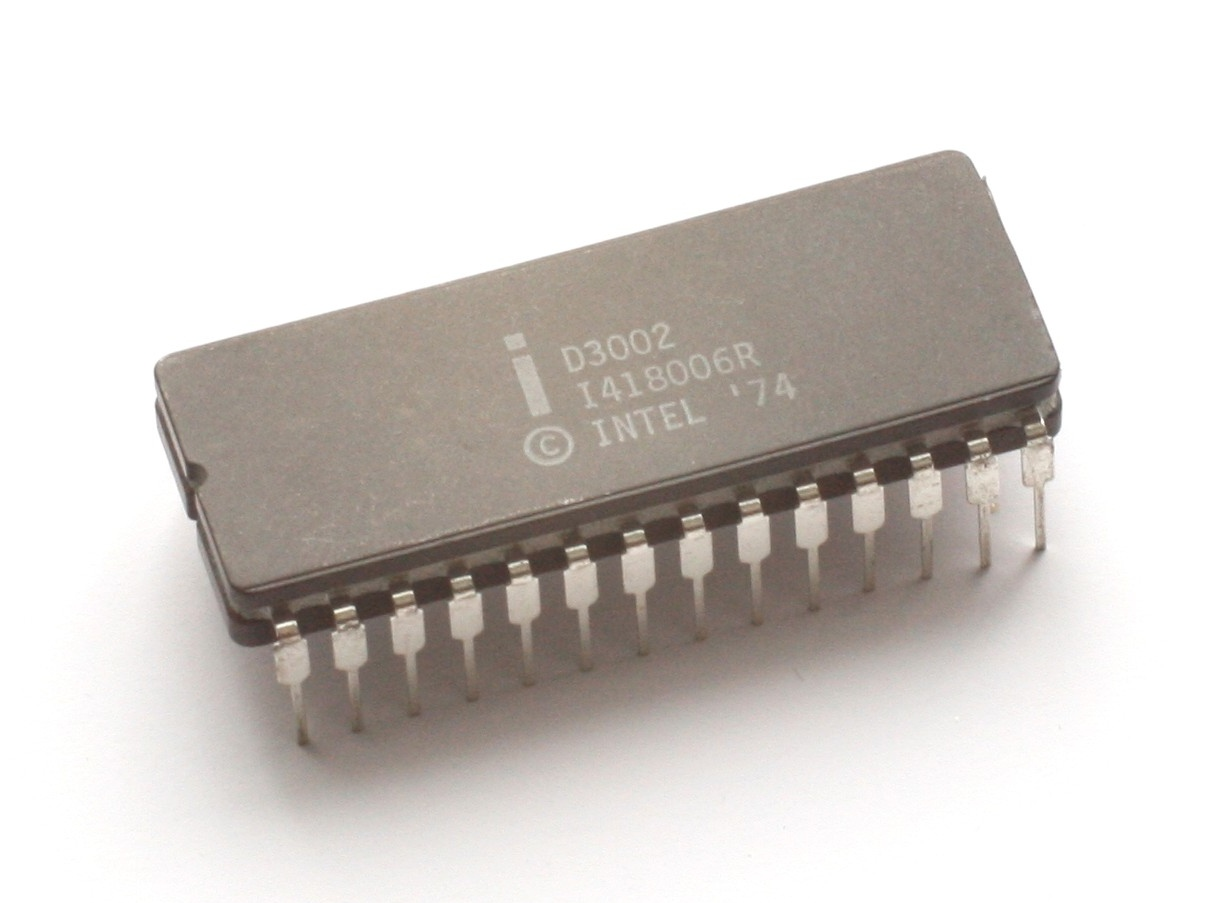
Obvod Intel D3002 - 2bitový řez aritmeticko-logické jednotky

Ve třetím čtvrtletí roku 1974 Intel představil stavebnici řezového procesoru používající obvody s bipolárními Schottkyho tranzistory. Základní komponenty implementovaly dvoubitový procesorový řez; jednotlivé obvody lze spojovat pro získání požadované délky slova.
Dostupné obvody:
- 3001 – Jednotka mikrořadiče (anglicky Microcontrol Unit)
- 3002 – 2bitový řez aritmeticko-logické jednotky (anglicky Arithmetic Logic Unit slice)
- 3003 – Generátor předvídání přenosu (anglicky Look-ahead Carry Generator)
- 3205 – Výkonný binární dekodér 1 z 8 (anglicky High-performance 1 Of 8 Binary Decoder)
- 3207 – Čtveřice budičů a měničů úrovně z bipolární na MOS (anglicky Quad Bipolar-to-MOS Level Shifter and Driver)
- 3208 – (anglicky Hex Sense Amp and Latch for MOS Memories)
- 3210 – (anglicky TTL-to-MOS Level Shifter and High Voltage Clock Driver)
- 3211 – (anglicky ECL-to-MOS Level Shifter and High Voltage Clock Driver)
- 3212 – (anglicky Multimode Latch Buffer)
- 3214 – Jednotka řadiče přerušení (anglicky Interrupt Control Unit)
- 3216 – Paralelní invertující řadič obousměrné sběrnice (anglicky Parallel, Inverting Bi-Directional Bus Driver)
- 3222 – Řadič občerstvování pro 4K dynamické RAM NMOS (anglicky Refresh Controller for 4K NMOS DRAMs)
- 3226 – Paralelní invertující řadič obousměrné sběrnice (anglicky Parallel, Inverting Bi-Directional Bus Driver)
- 3232 – Multiplexer adres a čítač pro občerstvování 4K dynamických RAM (anglicky Address Multiplexer and Refresh Counter for 4K DRAMs)
- 3242 – Multiplexer adres a čítač pro občerstvování 16K dynamických RAM (anglicky Address Multiplexer and Refresh Counter for 16K DRAMs)
- 3245 – Čtveřice budičů a měničů úrovně z bipolární na MOS (anglicky Quad Bipolar TTL-to-MOS Level Shifter and Driver for 4K)
- 3246 – Čtveřice budičů a měničů úrovně z bipolární na MOS (anglicky Quad Bipolar ECL-to-MOS Level Shifter and Driver for 4K)
- 3404 – Výkonný 6bitový latch (anglicky High-performance 6-bit Latch)
- 3408 – (anglicky Hex Sense Amp and Latch for MOS Memories)
- 3505 – Procesor nové generace (anglicky Next generation procesor)

Šířka sběrnice závisí na počtu použitých obvodů typu 3002. Pro n obvodů je šířka datové i adresní sběrnice 2*n bitů.

### 16bitové procesory

#### Intel 8086
- Vydáno 8. června 1978.
- Frekvence čipu
  - 5 MHz, 0,33 MIPS.
  - 8 MHz, 0,66 MIPS.
  - 10 MHz, 0.,5 MIPS.
- 29 000 tranzistorů. Nanotechnologie 3 μm.
- 1 MB adresovatelné paměti.
- Teoreticky až 10× výkonnější než 8080.

#### Intel 8088
- Vydáno 1. června 1979.
- Frekvence čipu
  - 4,77 MHz, 0,33 MIPS.
  - 9 MHz, 0,75 MIPS.
- 29 000 tranzistorů. Nanotechnologie 3 μm.

#### MCS-86 řada
- 8086 – CPU
- 8087 – Matematický koprocesor
- 8088 – CPU
- 8089 – I/O koprocesor
- 8208 – Dynamický RAM řadič
- 8284 – Clock Generator & Driver
- 8286 – Octal Bus Transceiver
- 8287 – Octal Bus Transceiver
- 8288 – BUS řadič
- 8289 – Bus Arbiter

#### Intel 80186
- Vydáno 1982.
- Obsahuje 2 časovače, DMA řadič,...
- Později přejmenovám na iAPX 186.

#### Intel 80188
- Staví na 80186 a má navíc 8bitovou externí datovou linku.
- Později přejmenováno na iAPX 188.

#### Intel 80286
- Vydáno 1. února 1982.
- Frekvence čipu
  - 6 MHz, 0,9 MIPS.
  - 8 nebo10 MHz, 1,5 MIPS.
  - 12,5 MHz, 2,66 MIPS.
  - 16, 20 nebo 25 MHz.
- 16 MB adresovatelné paměti.
- 134 000 tranzistorů. Nanotechnologie 1,5 μm.
- Teoreticky až 3–6× výkonnější než 8086.

### 32bitové procesory no-x86

#### Intel iAPX 432
- Vydáno 1. ledna 1981.
- Více čipů v jednom pouzdře, první 32bitový CPU od Intelu.
- Frekvence
  - 5 MHz
  - 7 MHz
  - 8 MHz

#### Intel i960 nebo 80960
- Vydáno 5. dubna 1988.
- RICS 32bitová architektura.

#### Intel 80386SX
- Vydáno 16. června 1988.

- CPU bez zabudovaného koprocesoru pro výpočty v desítkové soustavě

#### Intel 80376
- Vydáno 16. ledna 1989.

- Externí koprocesor pro výpočty v desítkové soustavě

#### Intel i860 nebo 80860
- Vydáno 27. února 1989.
- První superskalární CPU od Intelu.
- RICS 32/64bitová architektura.

#### Intel XScale
- Vydáno 23. srpna 2000.
- RICS 32bitová architektura ARM procesoru.

### 32bitové procesory x86

#### Procesory 80486
Procesor 80486SX je „zmetek“ procesoru 486DX, u kterých se z nějakého důvodu „nepovedl“ koprocesor (FPU) a proto byl tedy vypnut.
Koprocesor 80487 se pak vyrobil podobně, k procesoru 80486DX se přidal jeden pin navíc (který vypínal původní „exekuční část“ procesoru ekvivalentní 80486SX). Uživatel měl tedy v systému dva procesory, jeden vypnutý 486SX a jeden 486DX, který fungoval spolu s FPU. Počítač bez původního SX procesoru nefungoval.
| Model    | Jádro | Pinů | Sockety  | L1 [kB] | Tranzistorů | Výroba [μm] | TDP max. [W] | Uvedení |
| -------- | ----- | ---- | -------- | ------- | ----------- | ----------- | ------------ | ------- |
| 80486DX  | P4    | 168  | 1, 2, 3  | 8       | 1,2M        | 1,0         | 4,5          | 1989    |
| 80486SX  | P23   | 168  | 1, 2, 3  | 8       | 1,2M        | 1,0/0,8     | 3,42         | 1991    |
| 80486SX2 | P23S  | 168  | 1, 2, 3  | 8       | 0,9M        | 0,8         | 4,5          | ???     |
| 80486DX2 | P24   | 168  | 1, 2, 3  | 8       | 1,2M        | 0,8         | 6,0          | 1992    |
| 80486DX4 | P24C  | 168  | 1, 2, 3  | 16      | 1,6M        | 0,6         | 4,29         | 1994    |
| 80486DX2 | P23T  | 168  | 1, 2, 3  | 8       | 1,2M        | 0,8/0,6     | 7,75         | 1993    |
| 80486DX4 | P4T   | 168  | 1, 2, 3  | 16      | 1,6M        | 0,6         | 7,75         | 1994    |
| PODP5V   | P24T  | 235  | 2, 3, 6* | 32      | 3,3M        | ???         | 6,0          | 1995    |

- Socket 6 nebyl vzhledem k masovému rozšíření Pentií nikdy uveden na trh.

#### Procesory 586 a 686
Poznámka: Zde uvedená hodnota TDP se vždy vztahuje k nejrychlejšímu modelu příslušného procesoru.
| Model         | Jádro          | Pinů | Sockety | FSB max. | L1 [kB] | L2 [kB] | Tranzistorů | Výroba [μm] | TDP max. [W] | Uvedení | Instrukce |
| ------------- | -------------- | ---- | ------- | -------- | ------- | ------- | ----------- | ----------- | ------------ | ------- | --------- |
| Pentium       | P5             | 273  | 4       | 66       | 16      | N/A     | 3,1M        | 0,8         | 16,0         | 1993    | N/A       |
| Pentium OD    | P5T            | 273  | 4       | 66       | 16      | N/A     | 3,3M        | 0,35        | 13,5         | 1996    | N/A       |
| Pentium       | P54C           | 296  | 5, 7    | 66       | 16      | N/A     | 3,2M        | 0,6         | 15,5         | 1994    | N/A       |
| Pentium       | P54CS          | 296  | 7       | 66       | 16      | N/A     | 3,3M        | 0,35        | 15,0         | 1995    | N/A       |
| Pentium MMX   | P55C           | 320  | 7       | 66       | 32      | N/A     | 4,5M        | 0,35        | 17,0         | 1997    | MMX       |
| Pentium Pro   | P6             | 387  | 8       | 66       | 16      | 256     | 5,5M        | 0,6         | 44,0         | 1995    | N/A       |
| Pentium Pro   | P6             | 387  | 8       | 66       | 16      | 1024    | 5,5M        | 0,35        | 31,26        | 1996    | N/A       |
| Pentium II OD | P6T            | 387  | 8       | 66       | 32      | 512     | 7,5M        | 0,25        | 28,49        | 1998    | MMX       |
| Pentium II    | Klamath        | 528  | Slot 1  | 66       | 32      | 512     | 7,5M        | 0,35        | 43,0         | 1997    | MMX       |
| Pentium II    | Deschutes      | 32   | Slot 1  | 100      | 32      | 512     | 7,5M        | 0,25        | 27,1         | 1998    | MMX       |
| Pentium III   | Katmai         | 570  | Slot 1  | 100/133  | 32      | 512     | 9,5M        | 0,25        | 34,5         | 1999    | MMX, SSE  |
| Pentium III   | Coppermine     | 495  | Slot 1  | 100/133  | 32      | 256     | 28M         | 0,18        | 35,5         | 1999    | MMX, SSE  |
| Celeron       | Convington     | 528  | Slot 1  | 66       | 32      | 0       | 7,5M        | 0,25        | 18,4         | 1998    | MMX       |
| Celeron A     | Mendocino      | 528  | Slot 1  | 66       | 32      | 128     | 19M         | 0,25        | 24,6         | 1999    | MMX       |
| Pentium III   | Coppermine     | 370  | 370     | 100/133  | 32      | 256     | 28M         | 0,18        | 37,5         | 1999    | MMX, SSE  |
| Pentium III   | Coppermine-T   | 370  | 370     | 133      | 32      | 256     | 28M         | 0,18        | 37,5         | 2001    | MMX, SSE  |
| Pentium III   | Tualatin-256   | 370  | 370     | 133      | 32      | 256     | 44M         | 0,13        | 32,2         | 2001    | MMX, SSE  |
| Pentium 3     | Tualatin       | 370  | 370     | 133      | 32      | 512     | 44M         | 0,13        | 32,2         | 2001    | MMX, SSE  |
| Celeron A     | Mendocino      | 370  | 370     | 66       | 32      | 128     | 19M         | 0,25        | 28,3         | 1998    | MMX       |
| Celeron       | Coppermine-128 | 370  | 370     | 66/100   | 32      | 128     | 28M         | 0,18        | 33,0         | 2000    | MMX, SSE  |
| Celeron       | Tualatin-256   | 370  | 370     | 100      | 32      | 256     | 44M         | 0,13        | 34,8         | 2002    | MMX, SSE  |

- U procesorů Pentium II a Pentium III (pouze Katmai) má L2 cache paměť poloviční frekvenci než jádro procesoru.
- Jediný Celeron A (Mendocino) není „zmetkem“ při výrobě, protože jeho L2 cache pracuje na frekvenci procesoru (což v té době Pentia II neměla).

#### SERVEROVÉ procesory 586 a 686 (Xeony)
| Model            | Jádro    | Pinů | Socket | FSB max. | L1 [kB] | L2 [kB] | Tranzistorů | Výroba [μm] | uveden  | Instrukce |
| ---------------- | -------- | ---- | ------ | -------- | ------- | ------- | ----------- | ----------- | ------- | --------- |
| Pentium II Xeon  | Drake    | 528  | Slot 2 | 100      | 32      | až 2M   | 7,5M        | 0,25        | 06-1998 | MMX       |
| Pentium III Xeon | Tanner   | 570  | Slot 2 | 100      | 32      | až 2M   | 9,5M        | 0,25        | 04-1999 | MMX, SSE  |
| Pentium III Xeon | Cascades | 495  | Slot 2 | 133      | 32      | 2M      | 140M        | 0,18        | 05-2000 | MMX, SSE  |
| Pentium III Xeon | Cascades | 495  | Slot 2 | 133      | 32      | 256     | 28M         | 0,18        | 10-1999 | MMX, SSE  |

#### ProcesoryNetBurst
Poznámka: Některé z procesorů NetBurst jsou 64bitové (x86-64). Zde uvedená hodnota TDP se vztahuje k nejrychlejšímu modelu příslušného procesoru.
| Model        | Jádro       | Pinů | Socket | FSB max. | L1 [kB]   | L2 [kB] | L3 [kB] | Tranzistorů | Výroba [μm] | TDP max. [W] | Uvedení | Instrukce            |
| ------------ | ----------- | ---- | ------ | -------- | --------- | ------- | ------- | ----------- | ----------- | ------------ | ------- | -------------------- |
| Pentium 4    | Willamette  | 423  | 423    | 400      | 8+12      | 256     | N/A     | 42M         | 0,18        | 95,7         | 2001    | MMX, SSE, SSE2       |
| Pentium 4    | Willamette  | 478  | 478    | 400      | 8+12      | 256     | N/A     | 42M         | 0,18        | 100,4        | 2001    | MMX, SSE, SSE2       |
| Pentium 4    | Northwood   | 478  | 478    | 800      | 8+12      | 512     | N/A     | 55M         | 0,13        | 89,0         | 2002    | MMX, SSE, SSE2       |
| Pentium 4    | Prescott    | 478  | 478    | 800      | 16+12     | 1024    | N/A     | 125M        | 0,09        | 103,0        | 2004    | MMX, SSE, SSE2, SSE3 |
| Pentium 4    | Prescott    | 775  | T      | 800      | 16+12     | 1024    | N/A     | 125M        | 0,09        | 115,0        | 2004    | MMX, SSE, SSE2, SSE3 |
| Pentium 4    | Tejas       | 775  | T      | 800?     | 32?+12    | 1024    | ???     | ???         | 0,09        | ???          | zrušeno | MMX, SSE, SSE2, SSE3 |
| Pentium 4    | Prescott-2M | 775  | T      | 800      | 16+12     | 2048    | N/A     | 169M        | 0,09        | 115,0        | 2005    | MMX, SSE, SSE2, SSE3 |
| Pentium 4    | Cedar Mill  | 775  | T      | 800      | 16+12     | 2048    | N/A     | 175M        | 0,065       | 86,0         | 2006    | MMX, SSE, SSE2, SSE3 |
| Pentium D    | Smithfield  | 775  | T      | 800      | 2x(16+12) | 2x1024  | N/A     | 230M        | 0,09        | 130,0        | 2005    | MMX, SSE, SSE2, SSE3 |
| Pentium D    | Presler     | 775  | T      | 800      | 2x(16+12) | 2x2048  | N/A     | 376M        | 0,065       | 130,0        | 2006    | MMX, SSE, SSE2, SSE3 |
| Pentium 4 EE | Gallatin    | 478  | 478    | 800      | 8+12      | 512     | 2048    | 168M        | 0,13        | 102,9        | 2003    | MMX, SSE, SSE2, SSE3 |
| Pentium 4 EE | Gallatin    | 775  | T      | 1066     | 8+12      | 512     | 2048    | 168M        | 0,13        | 110,7        | 2004    | MMX, SSE, SSE2, SSE3 |
| Pentium 4 EE | Cedar Mill  | 775  | T      | 1066     | 16+12     | 2048    | N/A     | 169M        | 0,065       | 115,0        | 2005    | MMX, SSE, SSE2, SSE3 |
| Pentium EE   | Smithfield  | 775  | T      | 800      | 2x(16+12) | 2x1024  | N/A     | 230M        | 0,09        | 130,0        | 2005    | MMX, SSE, SSE2, SSE3 |
| Pentium EE   | Presler     | 775  | T      | 1066     | 2x(16+12) | 2x2048  | N/A     | 376M        | 0,065       | 130,0        | 2006    | MMX, SSE, SSE2, SSE3 |
| Celeron      | Willamette  | 478  | 478    | 400      | 8+12      | 128     | N/A     | 42M         | 0,18        | 66,1         | 2002    | MMX, SSE, SSE2       |
| Celeron      | Northwood   | 478  | 478    | 400      | 8+12      | 128     | N/A     | 55M         | 0,13        | 68,4         | 2002    | MMX, SSE, SSE2       |
| Celeron D    | Prescott    | 478  | 478    | 533      | 16+12     | 256     | N/A     | 125M        | 0,09        | 73,0         | 2004    | MMX, SSE, SSE2, SSE3 |
| Celeron D    | Prescott    | 775  | T      | 533      | 16+12     | 256     | N/A     | 125M        | 0,09        | 84,0         | 2004    | MMX, SSE, SSE2, SSE3 |
| Celeron D    | Cedar Mill  | 775  | T      | 533      | 16+12     | 512     | N/A     | 175M        | 0,065       | 86,0         | 2006    | MMX, SSE, SSE2, SSE3 |

#### Serverové procesory NetBurst
| Model   | Jádro       | Pinů    | Socket  | FSB max. | L1 [kB]       | L2 [kB]  | L3 [kB] | Tranzistorů | Výroba [μm] | Uvedení | Instrukce            |
| ------- | ----------- | ------- | ------- | -------- | ------------- | -------- | ------- | ----------- | ----------- | ------- | -------------------- |
| Xeon    | Foster      | 603     | 603     | 400      | 8+12          | 256      | N/A     | 42M         | 0,18        | 05-2001 | MMX, SSE, SSE2       |
| LV Xeon | Prestonia   | 604     | 604     | 400      | 8+12          | 512      | N/A     | 55M         | 0,13        | 02-2002 | MMX, SSE, SSE2       |
| Xeon    | Foster      | 603/604 | 603/604 | 400/533  | 8+12          | 512      | N/A     | 55M         | 0,13        | 02-2002 | MMX, SSE, SSE2       |
| Xeon    | Gallatin    | 604     | 604     | 533      | 8+12          | 512      | 1024    | 169M        | 0,13        | 06-2003 | MMX, SSE, SSE2       |
| Xeon    | Nocona      | 604     | 604     | 800      | 16+12         | 1024     | N/A     | 125M        | 0,09        | 06-2004 | MMX, SSE, SSE2, SSE3 |
| Xeon    | Irwindale   | 604     | 604     | 800      | 16+12         | 2048     | N/A     | 133M        | 0,09        | 02-2005 | MMX, SSE, SSE2, SSE3 |
| Xeon    | Jayhawk     | 604 (?) | 604 (?) | 667      | 24+12         | 2048 (?) | N/A     | ?           | 0,09        | zrušeno | MMX, SSE, SSE2, SSE3 |
| Xeon    | Paxville DP | 604     | 604     | 800      | 2x(16+12)     | 2x2M     | N/A     | 230M        | 0,09        | 10-2005 | MMX, SSE, SSE2, SSE3 |
| Xeon MP | Foster MP   | 603     | 603     | 400      | 8+12          | 256      | až 1M   | 108M        | 0,18        | 03-2002 | MMX, SSE, SSE2       |
| Xeon MP | Gallatin    | 603     | 603     | 400      | 8+12          | 512      | až 4M   | 169M        | 0,13        | 11-2002 | MMX, SSE, SSE2       |
| Xeon MP | Cranford    | 604     | 604     | 667      | 16+12         | 1024     | N/A     | 210M+       | 0,09        | 03-2005 | MMX, SSE, SSE2, SSE3 |
| Xeon MP | Ptomac      | 604     | 604     | 667      | 16+12         | 1024     | 4M      | 210M+       | 0,09        | 03-2005 | MMX, SSE, SSE2, SSE3 |
| Xeon    | Paxville MP | 604     | 604     | 667/800  | 2x(16+12)     | 2x2M     | N/A     | 338M        | 0,09        | 01-2006 | MMX, SSE, SSE2, SSE3 |
| Xeon    | Tulsa       | 604     | 604     | 667      | 2x(16+12)     | 2x1M     | až 16M  | 1600M+      | 0,065       | 08-2006 | MMX, SSE, SSE2, SSE3 |
| Xeon    | Sossaman    | 604     | 604     | 667 (?)  | 2x(16+12) (?) | 2x (?)   | N/A     | ?           | 0,065       | zrušeno | MMX, SSE, SSE2, SSE3 |

### 64bitové procesory (x86-64)

#### Procesory Core
| Model                   | Jádro       | Pinů | Socket | FSB max. | L1 [kB] | L2 [MB] | L3 [kB] | Tranzistorů | Výroba [nm] | Uvedení | Instrukce                         |
| ----------------------- | ----------- | ---- | ------ | -------- | ------- | ------- | ------- | ----------- | ----------- | ------- | --------------------------------- |
| Core2 Duo E4x00         | Conroe      | 775  | T      | 800      | 2x64    | 2       | N/A     | 291M        | 65          | 01-2007 | MMX, SSE, SSE2, SSE3, ESSE3       |
| Core 2 Duo E6x00        | Conroe      | 775  | T      | 1066     | 2x64    | až 4    | N/A     | 291M        | 65          | 06-2006 | MMX, SSE, SSE2, SSE3, ESSE3       |
| Core 2 Duo E6x20        | Conroe      | 775  | T      | 1066     | 2x64    | 4       | N/A     | 291M        | 65          | 04-2007 | MMX, SSE, SSE2, SSE3, ESSE3       |
| Core 2 Duo E6x50        | Conroe      | 775  | T      | 1333     | 2x64    | 4       | N/A     | 291M        | 65          | 06-2007 | MMX, SSE, SSE2, SSE3, ESSE3       |
| Core 2 Extreme          | Conroe      | 775  | T      | 1066     | 2x64    | 4       | N/A     | 291M        | 65          | 06-2006 | MMX, SSE, SSE2, SSE3, ESSE3       |
| Core 2 Quad Q6x00       | Kentsfield  | 775  | T      | 1066     | 4x64    | 2x4     | N/A     | 583M        | 65          | 01-2007 | MMX, SSE, SSE2, SSE3, ESSE3       |
| Core 2 Quad Q6x50       | Kentsfield  | 775  | T      | 1333     | 4x64    | 2x4     | N/A     | 583M        | 65          | 01-2007 | MMX, SSE, SSE2, SSE3, ESSE3       |
| Core 2 Extreme          | Kentsfield  | 775  | T      | 1333     | 4x64    | 2x4     | N/A     | 583M        | 65          | 11-2006 | MMX, SSE, SSE2, SSE3, ESSE3       |
| Pentium Dual-Core E2xxx | Conroe-L    | 775  | T      | 800      | 2x64    | 1       | N/A     | 291M        | 65          | 06-2007 | MMX, SSE, SSE2, SSE3, ESSE3       |
| Celeron                 | Conroe-L    | 775  | T      | 800      | 64      | 0,5     | N/A     | 291M        | 65          | 06-2007 | MMX, SSE, SSE2, SSE3, ESSE3       |
| Celeron Dual-core       | Conroe-L    | 775  | T      | 800      | 2x64    | 0,5     | N/A     | 291M        | 65          | 01-2008 | MMX, SSE, SSE2, SSE3, ESSE3       |
| Celeron Dual-core E3xxx | Wolfdale    | 775  | T      | 800      | 2x64    | 1       | N/A     | 228         | 45          | 09-2009 | MMX, SSE, SSE2, SSE3, ESSE3, SSE4 |
| Pentium Dual-Core E5xxx | Wolfdale    | 775  | T      | 800      | 2x64    | 2       | N/A     | 228M        | 45          | 08-2008 | MMX, SSE, SSE2, SSE3, ESSE3, SSE4 |
| Pentium Dual-Core E6xxx | Wolfdale    | 775  | T      | 1066     | 2x64    | 2       | N/A     | 228M        | 45          | 05-2009 | MMX, SSE, SSE2, SSE3, ESSE3, SSE4 |
| Core2 Duo E7xxx         | Wolfdale 3M | 775  | T      | 1066     | 2x64    | 3       | N/A     | 228M        | 45          | 04-2008 | MMX, SSE, SSE2, SSE3, ESSE3, SSE4 |
| Core2 Duo E8xxx         | Wolfdale    | 775  | T      | 1333     | 2x64    | 6       | N/A     | 410M        | 45          | 01-2008 | MMX, SSE, SSE2, SSE3, ESSE3, SSE4 |
| Core2 Quad Q8/9xxx      | Yorkfield   | 775  | T      | 1333     | 4x64    | 2x3/2x6 | N/A     | 820M        | 45          | 01-2008 | MMX, SSE, SSE2, SSE3, ESSE3, SSE4 |
| Core2 Extreme QX97x0    | Yorkfield   | 775  | T      | 1600     | 4x64    | 2x6     | N/A     | 820M        | 45          | 04-2008 | MMX, SSE, SSE2, SSE3, ESSE3, SSE4 |
| Core2 Extreme QX97x5    | Harpetown   | 771  | 771    | 1600     | 4x64    | 2x6     | N/A     | 820M        | 45          | 02-2008 | MMX, SSE, SSE2, SSE3, ESSE3, SSE4 |

#### SERVEROVÉ procesory Core
| Model             | Jádro       | Pinů | Socket | FSB max.  | L1 [kB] | L2 [MB] | L3 [kB] | Tranzistorů | Výroba [nm] | Uvedení | Instrukce                         |
| ----------------- | ----------- | ---- | ------ | --------- | ------- | ------- | ------- | ----------- | ----------- | ------- | --------------------------------- |
| Xeon 30xx         | Conroe      | 775  | T      | 1066/1333 | 2x64    | 2/4     | N/A     | 291M        | 65          | 09-2006 | MMX, SSE, SSE2, SSE3, ESSE3       |
| Xeon 31xx         | Wolfdale    | 775  | T      | 1333      | 2x64    | 6/8     | N/A     | 410M        | 45          | 02-2009 | MMX, SSE, SSE2, SSE3, ESSE3, SSE4 |
| Xeon 32xx         | Kentsfield  | 775  | T      | 1066      | 4x64    | 2x4     | N/A     | 582M        | 65          | 01-2007 | MMX, SSE, SSE2, SSE3, ESSE3       |
| Xeon 33xx         | Yorkfield   | 775  | T      | 1333      | 4x64    | 2x6     | N/A     | 820M        | 45          | 03-2008 | MMX, SSE, SSE2, SSE3, ESSE3, SSE4 |
| Xeon 50xx         | Dempsey     | 771  | 771    | 667/1066  | 2x28    | 2       | N/A     | 230M        | 65          | 05-2006 | MMX, SSE, SSE2, SSE3, ESSE3       |
| Xeon 51xx         | Woodcrest   | 771  | 771    | 1066/1333 | 2x64    | 4       | N/A     | 291M        | 65          | 01-2006 | MMX, SSE, SSE2, SSE3, ESSE3       |
| Xeon 52xx         | Wolfdale    | 771  | 771    | 1333/1600 | 2x64    | 6       | N/A     | 410M        | 45          | 01-2007 | MMX, SSE, SSE2, SSE3, ESSE3, SSE4 |
| Xeon 53xx         | Clowertown  | 771  | 771    | 1066/1333 | 4x64    | 2x4     | N/A     | 582M        | 65          | 11-2006 | MMX, SSE, SSE2, SSE3, ESSE3       |
| Xeon 54xx         | Harpetown   | 771  | 771    | 1333/1600 | 4x64    | 2x6     | N/A     | 820M        | 45          | 11-2007 | MMX, SSE, SSE2, SSE3, ESSE3, SSE4 |
| Xeon ??           | Whitesfield | 771  | 771    | ???       | 4x64    | 8x2     | N/A     | ???         | 65          | zrušeno | MMX, SSE, SSE2, SSE3, ESSE3 (?)   |
| Xeon MP 72xx/73xx | Tigerton    | 604  | 604    | 1066      | 4x64    | 2x2     | N/A     | 582M        | 65          | 10-2007 | MMX, SSE, SSE2, SSE3, ESSE3       |
| Xeon 74xx         | Dunnington  | 604  | 604    | 1066      | 6x64    | 3x3     | 12      | 1902M       | 45          | 09-2008 | MMX, SSE, SSE2, SSE3, ESSE3, SSE4 |

#### ProcesoryNehalem
| Model         | Jádro      | Počet jader | Pinů     | Socket   | Frekvence      | QPI max.   | RAM řadič              | L1 [kB] | L2 [kB] | L3 [MB] | Tranz. | Výroba [nm] | Uvedení     | Instrukce                             |
| ------------- | ---------- | ----------- | -------- | -------- | -------------- | ---------- | ---------------------- | ------- | ------- | ------- | ------ | ----------- | ----------- | ------------------------------------- |
| Core i7 9x0   | Bloomfield | 4 (8 HT)    | 1366     | 1366     | 2.66 - 3.06GHz | 4.8 GT/sec | DDR 3 (Triple Channel) | 4x64    | 4x256   | 8       | 731M   | 45          | 10-2008     | MMX, SSE, SSE2, SSE3, ESSE3, SSE4     |
| Core i7 9x5   | Bloomfield | 4 (8 HT)    | 1366     | 1366     | 3.33GHz        | 6.4 GT/sec | DDR 3 (Triple Channel) | 4x64    | 4x256   | 8       | 731M   | 45          | 02-2009     | MMX, SSE, SSE2, SSE3, ESSE3, SSE4     |
| Core i7 980X  | Gulftown   | 6 (12 HT)   | 1366     | 1366     | 3.33GHz        | 6.4 GT/sec | DDR 3 (Triple Channel) | 6x64    | 6x256   | 12      | 1170M  | 32          | 03-2010     | MMX, SSE, SSE2, SSE3, ESSE3, SSE4     |
| Core i9 (?)   | Gulftown   | 6 (12 HT)   | 1366     | 1366     | 3.6GHz (?)     | 6.4 GT/sec | DDR 3 (Triple Channel) | 6x64    | 6x256   | 12 (?)  | 1000+M | 32          | Q2-2010 (?) | MMX, SSE, SSE2, SSE3, ESSE3, SSE4 (?) |
| Core i7 8xx   | Lynfield   | 4 (8 HT)    | 1366     | 1366     | 2.66 - 2.93GHz | 4.8 GT/sec | DDR 3 (Dual Channel)   | 4x64    | 4x256   | 8       | 774M   | 45          | 09-2009     | MMX, SSE, SSE2, SSE3, ESSE3, SSE4     |
| Core i5 7xx   | Lynfield   | 4 4 (8 HT)  | 1156     | 1156     | 2.66GHz        | 6.4 GT/sec | DDR 3 (Dual Channel)   | 4x64    | 4x256   | 8       | 774M   | 45          | 09-2009     | MMX, SSE, SSE2, SSE3, ESSE3, SSE4     |
| Core i5 6xx   | Clarkdale  | 4           | 1156     | 1156     | 3.46GHz        | 6.4 GT/sec | DDR 3 (Dual Channel)   | 4x64    | 4x256   | 4       | 560M   | 32          | 09-2009     | MMX, SSE, SSE2, SSE3, ESSE3, SSE4     |
| Core i5 (?)   | Havendale  | N/A         | 1156 (?) | 1156 (?) | 2.93GHz        | 6.4 GT/sec | DDR 3 (Dual Channel)   | 4x64    | 4x256   | 8       | 700M+  | 45          | zrušeno (?) | MMX, SSE, SSE2, SSE3, ESSE3, SSE4     |
| Core i3 5xx   | Clarkdale  | 2 2 (4 HT)  | 1156     | 1156     | 2.93GHz        | 6.4 GT/sec | DDR 3 (Dual Channel)   | 2x64    | 2x256   | 4       | 560M   | 32          | 1-2010      | MMX, SSE, SSE2, SSE3, ESSE3, SSE4     |
| Pentium G69xx | Clarkdale  | 2           | 1156     | 1156     | 2.8GHz         | 6.4 GT/sec | DDR 3 (Dual Channel)   | 2x64    | 2x256   | 3       | 560M   | 32          | 1-2010      | MMX, SSE, SSE2, SSE3, ESSE3, SSE4     |

#### Serverové procesoryIA-64(Itanium)
| Model        | Jádro      | Pinů | Socket | FSB/QPI max. | L1 [kB] | L2 [kB] | L3 [kB]  | Tranzistorů | Výroba [nm] | Uvedení   | Instrukce                             |
| ------------ | ---------- | ---- | ------ | ------------ | ------- | ------- | -------- | ----------- | ----------- | --------- | ------------------------------------- |
| Itanium      | Merced     | 418  | PAC418 | 533          | 32      | 96      | až 4M    | 320M        | 180         | 06-2001   | MMX, SSE                              |
| Itanium 2    | McKinley   | 611  | PAC611 | 800          | 32      | 256     | až 3M    | 221M        | 180         | 06-2002   | MMX, SSE                              |
| Itanium 2    | Madison    | 611  | PAC611 | 800          | 32      | 256     | až 6M    | 495M        | 130         | 06-2003   | MMX, SSE                              |
| Itanium 2    | Madison 9M | 611  | PAC611 | 800          | 32      | 256     | až 9M    | 592M        | 130         | 11-2004   | MMX, SSE                              |
| Itanium 2    | Deerfield  | 611  | PAC611 | 800          | 32      | 256     | až 1,5M  | 410M        | 130         | 09-2003   | MMX, SSE                              |
| Itanium 2    | Fanwood    | 611  | PAC611 | 800          | 32      | 256     | až 3M    | ?           | 130         | 04-2004   | MMX, SSE                              |
| Itanium 90xx | Montecito  | 611  | PAC611 | 1066         | 2x64    | 2x1M    | až 2x16M | 1720M       | 90          | 06-2006   | MMX, SSE, SSE2                        |
| Itanium 91xx | Montvale   | 611  | PAC611 | 1066/1333    | 2x64    | 2x1M    | až 2x12M | 1730M       | 90          | 10-2007   | MMX, SSE, SSE2                        |
| Itanium 2 ?  | Millington | 611  | PAC611 | 1066 (?)     | 2x?     | 2x?     | ?        | ?           | 90          | zrušeno   | MMX, SSE, SSE2 (?)                    |
| Itanium 2 ?  | Shavano    | 611  | PAC611 | ?            | ?       | ?       | ?        | ?           | 90 (?)      | zrušeno   | MMX, SSE, SSE2 (?)                    |
| Itanium 93xx | Tukwilla   | 1248 | 1248   | 4,8Gt/s      | 4x32    | 4x768   | až 6M    | 2150M       | 65          | 02-2010   | MMX, SSE, SSE2, SSE3, ESSE3           |
| Itanium ?    | Dimona     | 1248 | 1248   | 6,4Gt/s (?)  | 4x32    | ?       | ?        | ?           | 45 (?)      | Q1-2011 ? | MMX, SSE, SSE2, SSE3, ESSE3 (?)       |
| Itanium ?    | Poulson    | 1248 | 1248   | 6,4Gt/s (?)  | 8x32    | ?       | ?        | ?           | 32 (?)      | Q1-2012   | MMX, SSE, SSE2, SSE3, ESSE3, SSE4 (?) |
| Itanium ?    | Kittson    | 1248 | 1248   | 6,4Gt/s (?)  | 4x32    | ?       | ?        | ?           | 32          | Q1-2012   | MMX, SSE, SSE2, SSE3, ESSE3, SSE4 (?) |

## Řadiče
mikrořadiče

### 8048
Použita harvardská architektura.

#### MCS-48 řada
- 8020 – Single-Component 8-Bit Microcontroller
- 8021 – Single-Component 8-Bit Microcontroller

- 8022 – Single-Component 8-Bit Microcontroller With On Chip A/D Converter

- 8031 – Single-Component 8-Bit Microcontroller

- 8035 – Single-Component 8-Bit Microcontroller

- 8039 – Single-Component 8-Bit Microcontroller

- 8040 – Single-Component 8-Bit Microcontroller

- 8041 – Universal Peripheral Interface 8-Bit Slave Microcontroller

- 8641 – Universal Peripheral Interface 8-Bit Slave Microcontroller
- 8741 – Universal Peripheral Interface 8-Bit Slave Microcontroller
- 8042 – Universal Peripheral Interface 8-Bit Slave Microcontroller
- 8242 – Universal Peripheral Interface 8-Bit Slave Microcontroller
- 8742 – Universal Peripheral Interface 8-Bit Slave Microcontroller
- 8243 – Input/Output Expander
- 8044 – Vysokovýkonný 8bitový mikrořadič se sériovým komunikačním řadičem na čipu

- 8344 – Vysokovýkonný 8bitový mikrořadič se sériovým komunikačním řadičem na čipu
- 8744 – Vysokovýkonný  8bitový mikrořadič se sériovým komunikačním řadičem na čipu
- 8048 – Single-Component 8-Bit Microcontroller

- 8748 – Single-Component 8-Bit Microcontroller
- 8049 – Single-Component 8-Bit Microcontroller

- 8749 – Single-Component 8-Bit Microcontroller
- 8050 – Single-Component 8-Bit Microcontroller

### 8051
Použita harvardská architektura.

#### MCS-51 řada
Osmibitové jednočipové mikropočítače:
- Intel 8051
  - Intel 8031
  - Intel 8032
  - Intel 8052
  - Intel 8751
  - Intel 8752
- Intel 8044
  - Intel 8344
  - Intel 8744
- Intel 8054
- Intel 8058
- Intel 8351
- Intel 8352
- Intel 8354
- Intel 8358
- Intel 8754
- Intel 8758
- Intel 80152
- Intel 83152
- Podřada MCS-251
  - Intel 80251
  - Intel 83251
  - Intel 87251
  - Intel 80930
  - Intel 83930

#### MCS-96 Family
- 8094 – 16bit Microcontroller (48-Pin ROMLess Without A/D)
- 8095 – 16bit Microcontroller (48-Pin ROMLess With A/D)
- 8096 – 16bit Microcontroller (68-Pin ROMLess Without A/D)
- 8097 – 16bit Microcontroller (68-Pin ROMLess With A/D)
- 8394 – 16bit mikrořadič (48 pinů s EROM bez A/D převodníkem)
- 8395 – 16bit mikrořadič (48 pinů s EROM s A/D převodníkem)
- 8396 – 16bit mikrořadič (68 pinů s EROM bez A/D převodníkem)
- 8397 – 16bit mikrořadič (68 pinů s EROM s A/D převodníkem)
- 8794 – 16bit mikrořadič (48 pinů s EROM bez A/D převodníkem)
- 8795 – 16bit mikrořadič (48 pinů s EROM s A/D převodníkem)
- 8796 – 16bit mikrořadič (68 pinů s EROM bez A/D převodníkem)
- 8797 – 16bit mikrořadič (68 pinů s EROM s A/D převodníkem)
- 8098 – 16bit mikrořadič
- 8398 – 16bit mikrořadič
- 8798 – 16bit mikrořadič
- 83196 – 16bit mikrořadič
- 87196 – 16bit mikrořadič
- 80296 – 16bit mikrořadič